# مجموعه فرهنگی هنری برج آزادی

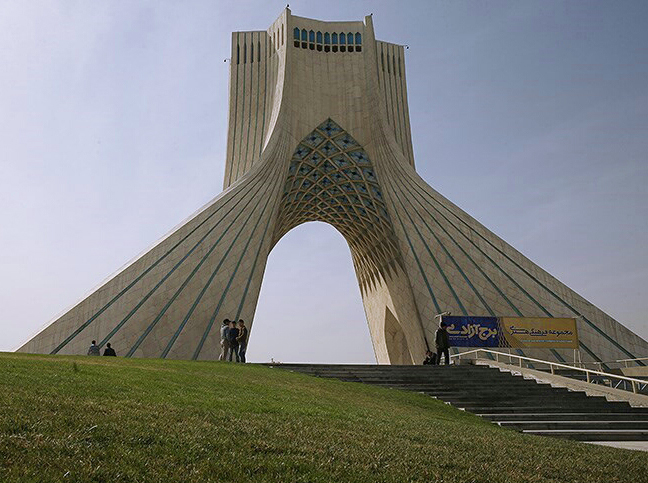
برج آزادی و ورودی مجموعه فرهنگی هنری برج آزادی در سمت راست

مجموعه فرهنگی هنری برج آزادی یک مجموعه فرهنگی در بخش زیرین برج آزادی، تهران است.
این مجموعه با ۵۰۰۰ متر مربع مساحت دارای بخش‌هایی همچون موزه، کتابخانه، نگارخانه و سالن برگزاری کنسرت و تئاتر است. مجموعه برج آزادی همزمان با برج آزادی در سال ۱۳۴۹ افتتاح شده است، پس از پیروزی انقلاب ۱۳۵۷ تحت نظر وزارت فرهنگ و ارشاد اسلامی اداره شد اما در سال ۱۳۸۲ پس از تشکیل بنیاد رودکی این مجموعه تحت مدیریت این سازمان درآمد.

## بخش‌ها
- سالن مولتی ویژن (ظرفیت ۲۸۸ نفر)
- سالن سیمولیشن (ظرفیت ۵۱ تفر)
- نگارخانه اصلی (۲۱۰ مترمربع)
- نگارخانه اقوام
- کتابخانه
- تالار کهن (۳۴۶ متر مربع)
- تالار آینه (۲۹۶ متر مربع)
- تالار دانستنیها
- سالن ایرانشناسی (۱۱۲۲ متر مربع)
- سالن تشریفات
- راهروی تکنولوژی
- طبقات برج

## نگارخانه

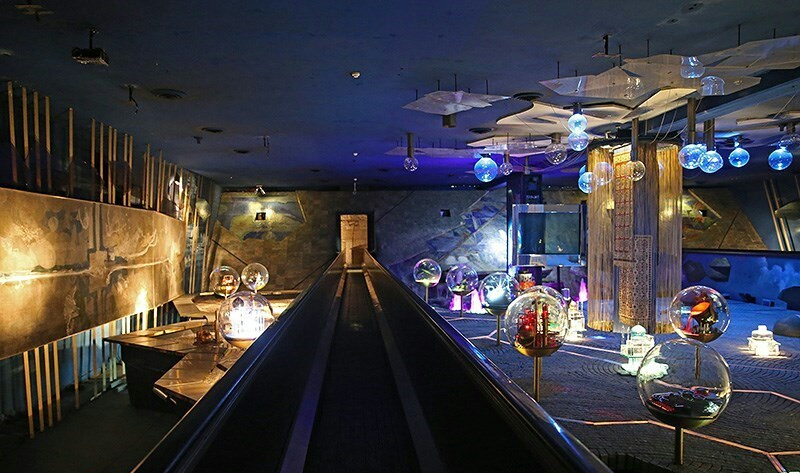
سالن ایرانشناسی
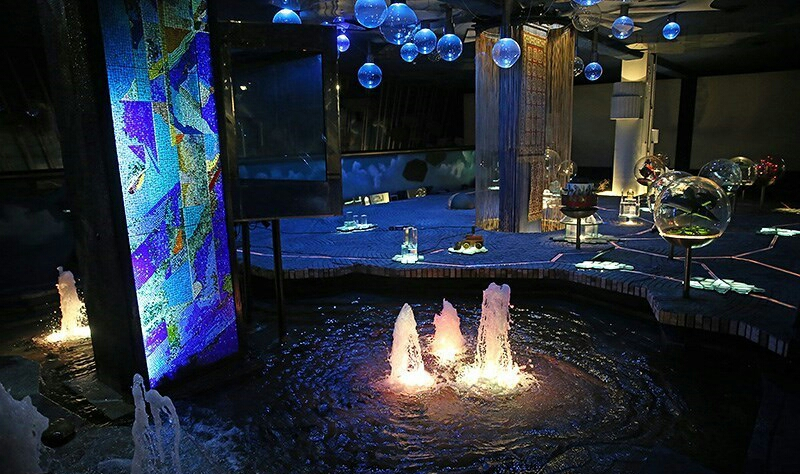
سالن ایرانشناسی
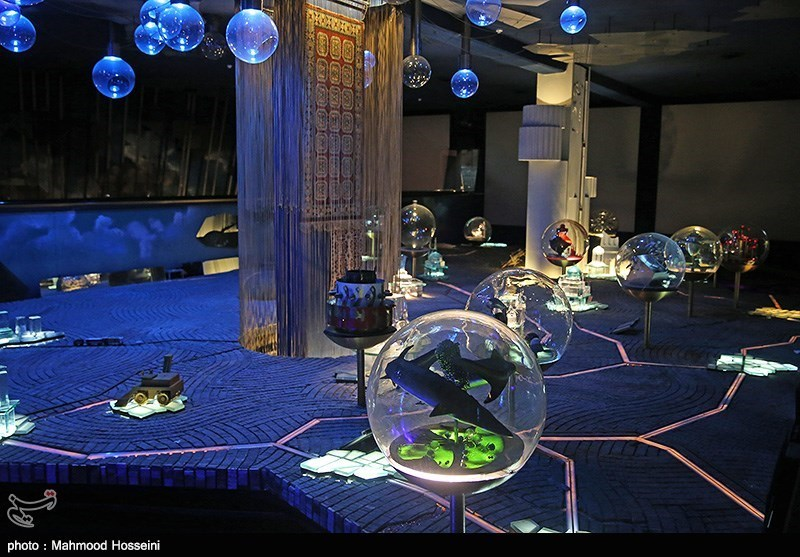
سالن ایرانشناسی
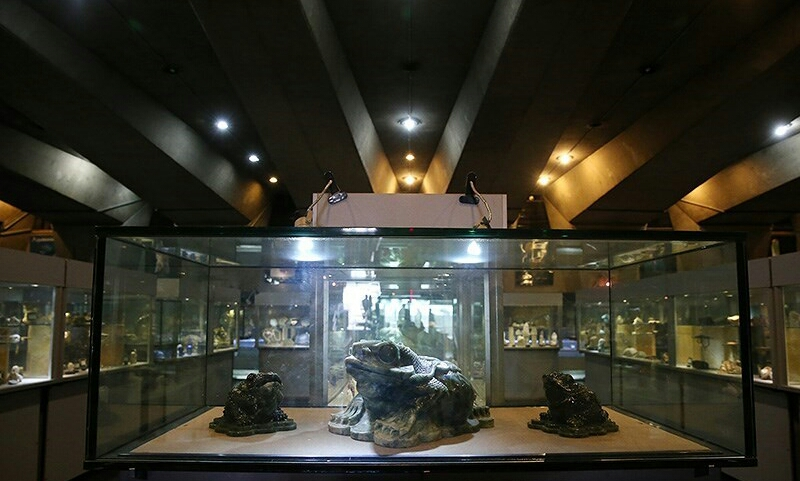
موزه سنگ و گوهر
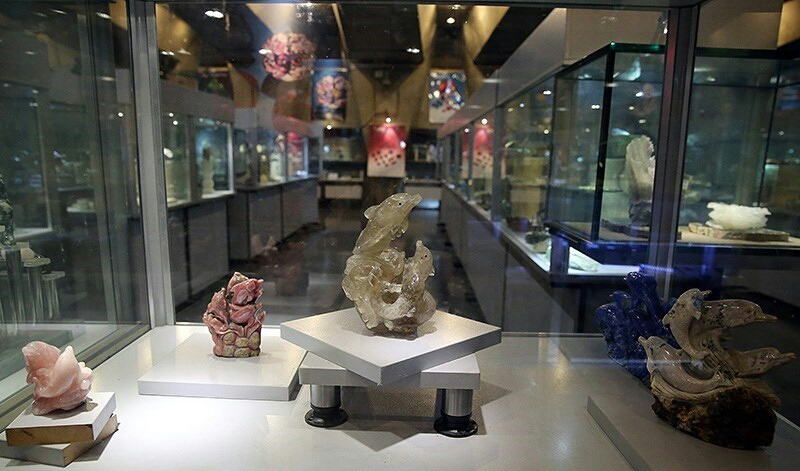
موزه سنگ و گوهر
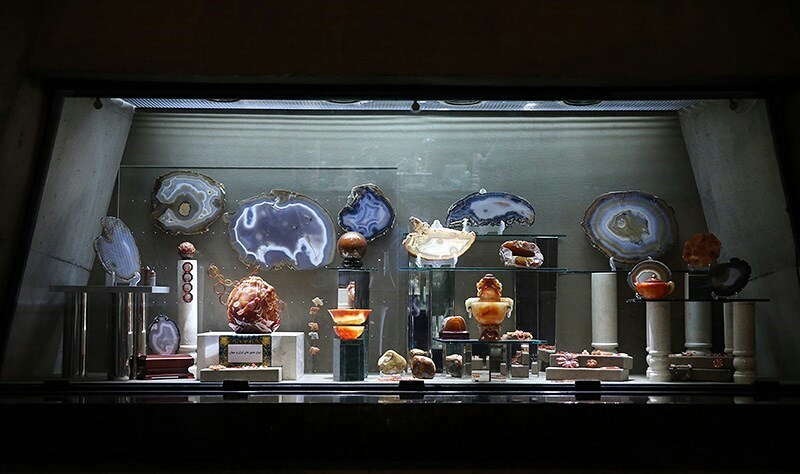
موزه سنگ و گوهر
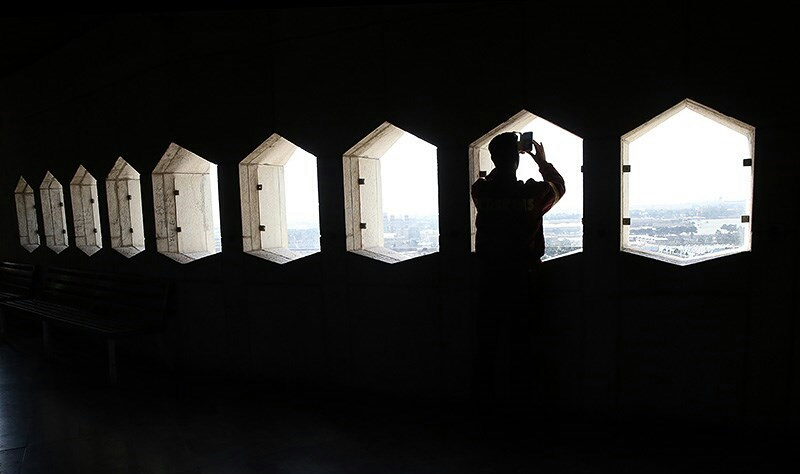
طبقه بالایی برج آزادی
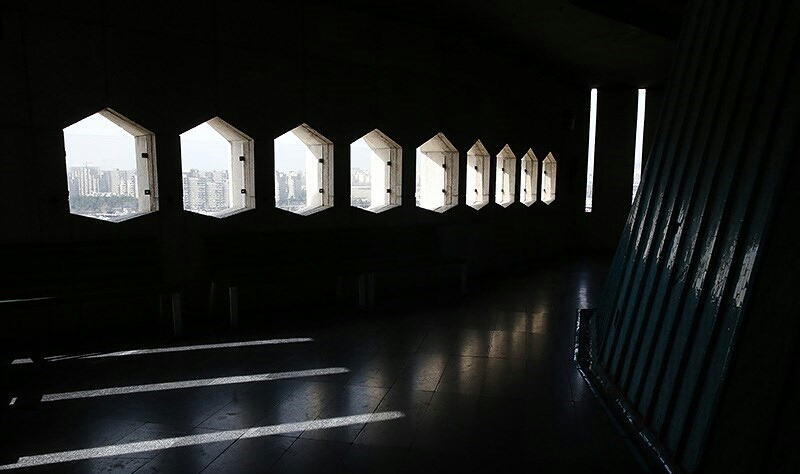
طبقه بالایی برج آزادی
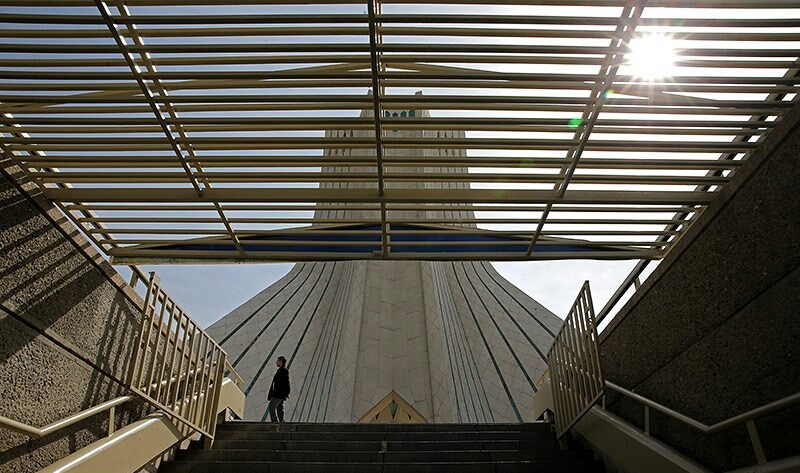
ورودی مجموعه فرهنگی هنری برج آزادی
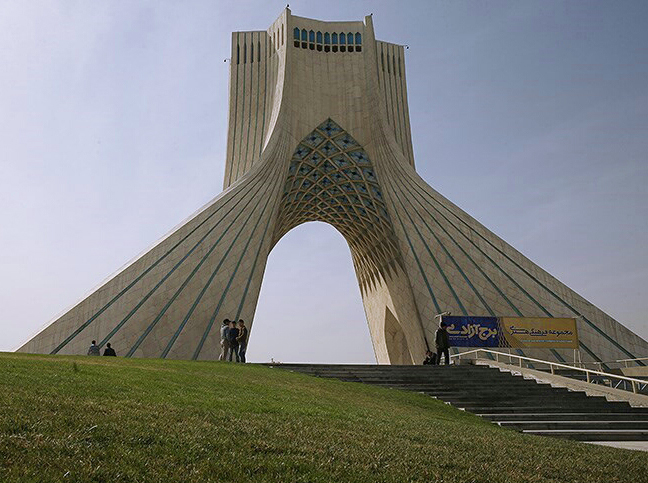
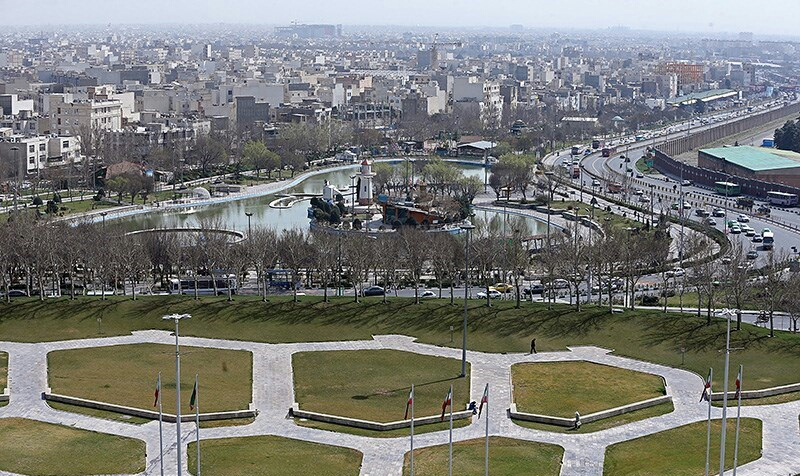
نمایی از شهر تهران از بالای برج آزادی
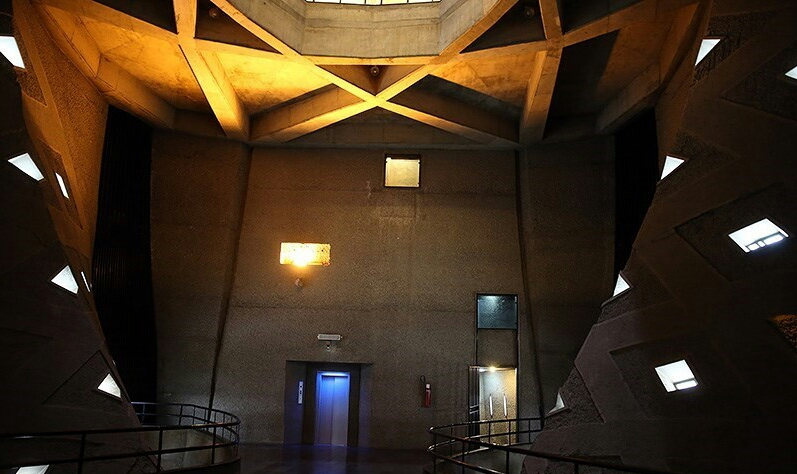